# Amt Hemer

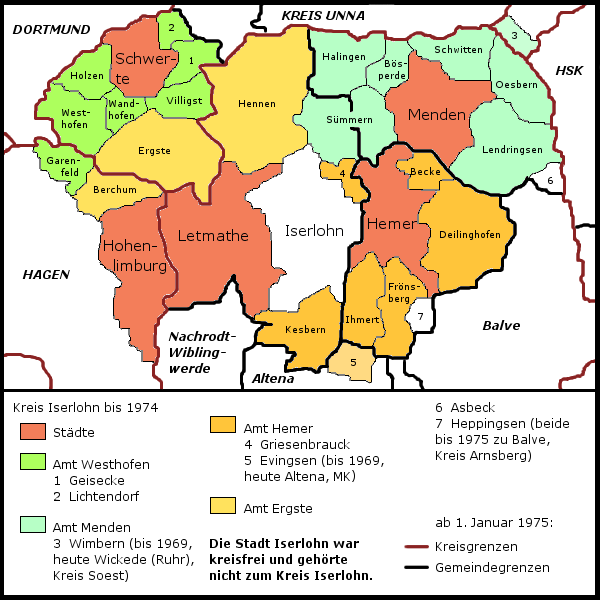
Amt Hemer (rötlich im Südosten des Kreises) im Kreis Iserlohn bis 1974

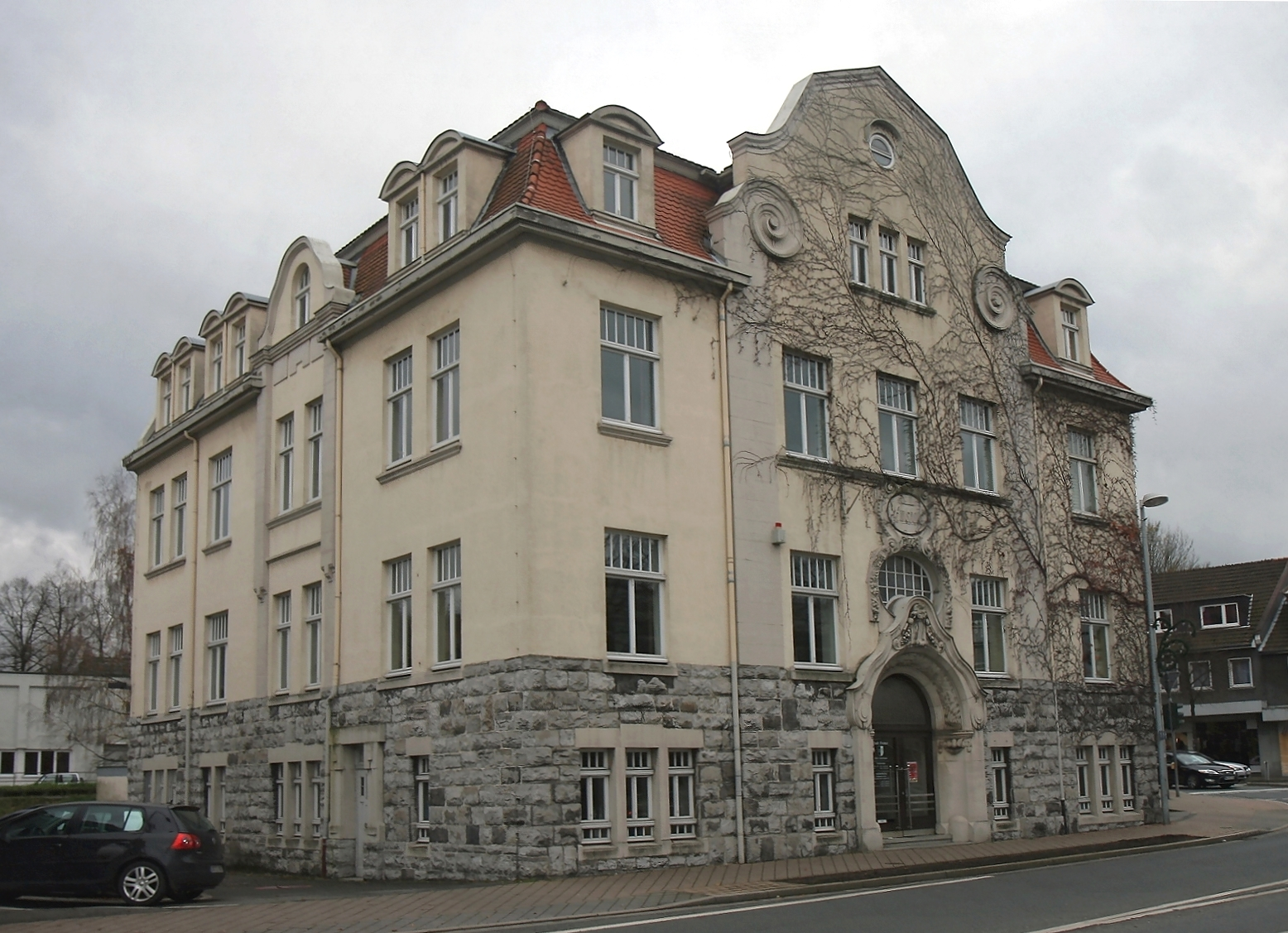
Altes Amtshaus

Das Amt Hemer war ein Amt im Kreis Iserlohn im nordwestlichen Sauerland, das von 1843 bis zum 31. Dezember 1974 bestand.

## Geschichte
In der Franzosenzeit wurde im Kanton Iserlohn des Großherzogtums Berg die  Mairie (Bürgermeisterei) Hemer eingerichtet. Nachdem das Gebiet der früheren Grafschaft Mark 1815 wieder an Preußen gefallen war, bestand die Mairie Hemer als preußische Bürgermeisterei im 1817 gegründeten Kreis Iserlohn fort.
Aus der Bürgermeisterei Hemer sowie der Landbürgermeisterei Iserlohn wurde 1843 das Amt Hemer gebildet. Das Amt wurde aufgrund der Westfälischen Landgemeindeordnung vom 31. Oktober in die 14 Gemeinden Becke, Brockhausen, Calle, Deilinghofen, Evingsen, Frönsberg, Ihmert, Kesbern, Landhausen, Lössel, Niederhemer, Oberhemer, Sundwig und Westig gegliedert. Dieser Gebietskörperschaft gehörten anfangs auch die Rittergüter Edelburg, Klusenstein und Haus Hemer an.  Die Amtsverwaltung befand sich zu dieser Zeit in Sundwig.
Sitz der Amtsverwaltung war zunächst das Gebäude des heutigen Pastorats der St. Bonifatius-Gemeinde. 1865 erfolgte die Verlegung des Amtssitzes nach Westig unter der Adresse Alter Weg. Im Jahr 1870 wurde die Verwaltung erneut verlegt, und zwar nach Oberhemer. Hier entstand 1908 in direkter Nachbarschaft der Verwaltung der Neubau des letzten Amtshauses, das spätere Alte Amtshaus.

## Veränderung des Amtsgebietes
Im Jahr 1910 wurde aus Nieder- und Oberhemer die Gemeinde Hemer gebildet. Zum 1. Februar 1921 kam Lössel zum Amt Oestrich (das später der Stadt Letmathe zugeschlagen wurde). Zum 1. August 1929 verschmolzen Hemer, Sundwig, Westig und Landhausen zur Großgemeinde Hemer. Außerdem wurde Brockhausen nach Deilinghofen eingegliedert und Calle zwischen Iserlohn und Hemer aufgeteilt. Hemer erhielt 1936 das Stadtrecht, war aber bis 1974 Teil des Amtes Hemer. Zum Amt Hemer gehörten außerdem die Gemeinden Becke, Deilinghofen, Frönsberg, Ihmert, Kesbern und Evingsen.
Zum 1. Januar 1969 schied Evingsen aufgrund des Landesgesetzes vom 17. Dezember 1968 mit Ausnahme der Wohnplätze Heide, Heidermühle, Hüingsen, Schwarzpaul und Stodt, welche zu Ihmert kamen, aus dem Amt Hemer aus und wurde Teil der Stadt Altena.

## Auflösung des Amts
Mit dem Sauerland/Paderborn-Gesetz wurde das Amt zum 1. Januar 1975 aufgelöst und größtenteils der neuen Stadt Hemer zugeschlagen. Die Gemeinde Kesbern kam an die neue Stadt Iserlohn. Hemer und Iserlohn gehören seitdem zum Märkischen Kreis.

## Einwohnerzahlen im Amtsgebiet
- 1872: 09.715
- 1905: 16.000

## Amtmann
Amtmann waren unter anderem:
- 1841–1846 Caspar Heinrich Wiesmann
- 1846–1848 Karl Otto Obderbeck
- 1848–1869 Bauermann
- 1869–1879 Thomas
- 1881–1883 Leo
- 1883–1886 Soldan
- 1886–1900 Hermann von der Becke (Ehrenamtmann)
- 1900–1919 Hermann Trump
- 1919–1929 Carl Degen
- 1930–1945 Wilhelm Langemann

## Wappen
Blasonierung
Gespalten, vorn in Gelb (Gold) ein dreireihig rot-weißer (silberner) geschachter Balken, hinten in Schwarz drei (2:1) gelbe (goldene) Wolfsangeln.
Beschreibung
Das rot-weiße Schachbrettmuster erinnert an die historische Zugehörigkeit zur Grafschaft Mark, die drei Wolfsangeln sind dem Familienwappen der Brabecks entnommen.